# Ctenolophon parvifolius
Ctenolophon parvifolius är en tvåhjärtbladig växtart som beskrevs av Daniel Oliver. Ctenolophon parvifolius ingår i släktet Ctenolophon och familjen Ctenolophonaceae. Inga underarter finns listade i Catalogue of Life.